# Горсейнон
Горсѐйнон (на уелски: Gorseinon) е град в Южен Уелс, графство Суонзи. Градът започва непосредствено до северозападната част на Суонзи, като разстоянието до центъра на Суонзи е около 9 km. Разположен е на около 82 км на северозапад от столицата Кардиф. До северозападната му част започва град Лохър. Ползва жп гарата на съседното село Гауъртън. Има колеж. Населението му е 7874 жители според данни от преброяването през 2001 г.

## Побратимени градове
- Плоермел Франция